# Chip's Challenge
Chip's Challenge is een videospel dat werd ontwikkeld door Epyx en uitgegeven door Atari. Het spel kwam in 1989 uit voor de Atari Lynx. Het spel wordt gespeeld met de bovenaanzicht en bevat 149 verschillende puzzels. Een mannetje moet sleutels pakken en bij het bemachtigen van sleutels blokken gebruiken en vijanden ontwijken.

## Platforms
| Jaar | Platform                                                     |
| ---- | ------------------------------------------------------------ |
| 1989 | Lynx                                                         |
| 1990 | Amiga, Amstrad CPC, Atari ST, Commodore 64, DOS, ZX Spectrum |
| 1991 | Windows 3.x                                                  |

## Ontvangst
| Beoordeeld door                      | Platform     | Jaar | Score |
| ------------------------------------ | ------------ | ---- | ----- |
| The Atari Times                      | Lynx         | 2004 | 90%   |
| neXGam                               | Lynx         | 2002 | 86%   |
| Video Games                          | Lynx         | 1991 | 84%   |
| Joker Verlag präsentiert: Sonderheft | Commodore 64 | 1993 | 83%   |
| Power Play                           | Amiga        | 1991 | 83%   |
| Megablast                            | Lynx         | 1992 | 82%   |
| ST Format                            | Atari ST     | 1991 | 82%   |
| IGN                                  | Lynx         | 1999 | 80%   |
| Joker Verlag präsentiert: Sonderheft | Amiga        | 1993 | 80%   |
| Computer and Video Games (CVG)       | Amiga        | 1991 | 79%   |